# Aircraft Manufacturing
Aircraft Manufacturing Co., ou Airco, est un constructeur aéronautique britannique disparu.
Cette entreprise a été fondée à Hendon en 1912 par George Holt Thomas. En 1914, le Captain Geoffrey de Havilland fut engagé comme ingénieur en chef. Il dessina chez Airco les DH.1, DH.2, DH.4, DH.5, DH.6 et DH.9. En 1920, Airco fut cédé à BSA et Geoffrey de Havilland quitta l’entreprise pour créer sa propre société, De Havilland Aircraft Company.

## Liste

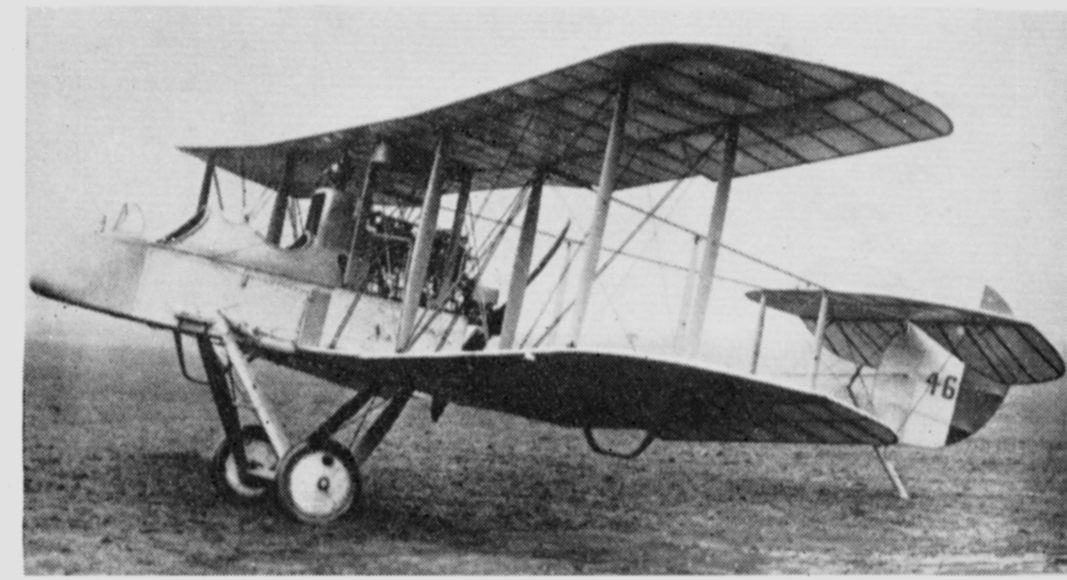
Airco DH1A

- Airco DH.1 : (1915) - chasseur biplan biplace avec hélice à un seul poussoir
  - Airco DH.1A - Environ 70 construits avec des moteurs Beardmore.
- Airco DH.2 (1915) - chasseur biplan monoplace avec hélice à poussoir unique
- Airco DH.3 (1916) - Bombardier biplan à deux moteurs. Deux prototypes seulement construits ; formé la base pour une conception DH.10 ultérieure
  - Airco DH.3A - Deuxième prototype avec un moteur Beardmore.
- Airco DH.4 (1916) - Bombardier biplan à deux places avec hélice de tracteur
  - Airco DH.4A version civile. Construit au Royaume-Uni. Deux passagers dans une cabine vitrée derrière le pilote.
  - Airco DH.4R monoplace - moteur Napier Lion de 450 ch (3406 kW).
- Airco DH.5 (1916) - Combattant biplan monoplace avec hélice tracteur unique
- Airco DH.6 (1916) - Avion d'entraînement biplan biplace avec une seule hélice de tracteur
- Airco DH.9 (1917) - Bombardier biplan à deux places avec hélice de tracteur.
  - Airco DH.9A (1918) - développement du DH.9 avec moteur Liberty
  - Airco DH.9C (1921) - conversion du DH.9 en avion de passagers
- Airco DH.10 Amiens (1918) - Bombardier biplan à deux moteurs. Le premier prototype a utilisé une hélice de poussée ; le deuxième prototype et l'avion de production utilisaient des hélices de tracteur. Fabriqué par Daimler.
- Airco DH.11 Oxford (1919) Variante du DH.10 avec moteurs radiaux. Un prototype construit ; pas produit
- Airco DH.15 Gazelle (1919) - Un avion DH.9A converti en banc d'essai moteur.
- Airco DH.16 (1919) - refonte du DH.9A avec cabine pour quatre passagers. Utilisé comme avion de ligne
- Airco DH.18 (1920) - Avion de ligne biplan monomoteur. Cabine pour huit passagers